# Balm, Florida
Balm är en så kallad census-designated place i Hillsborough County i Florida. Vid 2010 års folkräkning hade Balm 1 457 invånare.